# Familia Brigard
Los Brigard o De Brigard, son una familia de la aristocracia colombiano de origen franco-español, cuyo centro de poder es la ciudad de Bogotá, capital del país.
Entre sus miembros destacan intelectuales, diplomáticos, políticos y dignatarios colombianos. Miembros de ésta familia han establecido lazos fuertes con familias prestigiosas como los Holguín, los Urrutia, los Montoya, los Umaña, etc. 
Actualmente varios miembros de la familia pertenecen al bureau de abogados Brigard & Urrutia, el equipo de abogados más influyente de Colombia.

## Historia

### Genealogía
- Ana de Brigard y Nieto (de Uribe) (?) socialité colombiana, casada con el abogado y diplomático colombiano Carlos Uribe Cordovez.
- Emilio De Brigard Ortiz (1888-1986) Arzobispo auxiliar de Bogotá.
- Camilo Alfonso de Brigard Silva (1906-1971) empresario, abogado y diplomático colombiano. Embajador del Reino Unido de 1970 a 1972.

- Ignacio Umaña de Brigard (1921-2004) empresario, ingeniero, diplomático y político colombiano. Gobernador de Cundinamarca de 1954 a 1955; y de 1968 a 1969.ˈ
- Francisco Pizano de Brigard (1926-2018) arquitecto colombiano. Cofundador de la Universidad de los Andes y Gobernador de Cundinamarca 1974 a 1975.
- Ernesto Umaña de Brigard (?) sacerdote católico colombiano.
- Rafael De Brigard Merchán (?) sacerdote católico colombiano.
- Isabel de Brigard (?) literata y filósofa colombiana.
- Alejandro García de Brigard (?) abogado colombiano.